# Partido Democrático Neutral

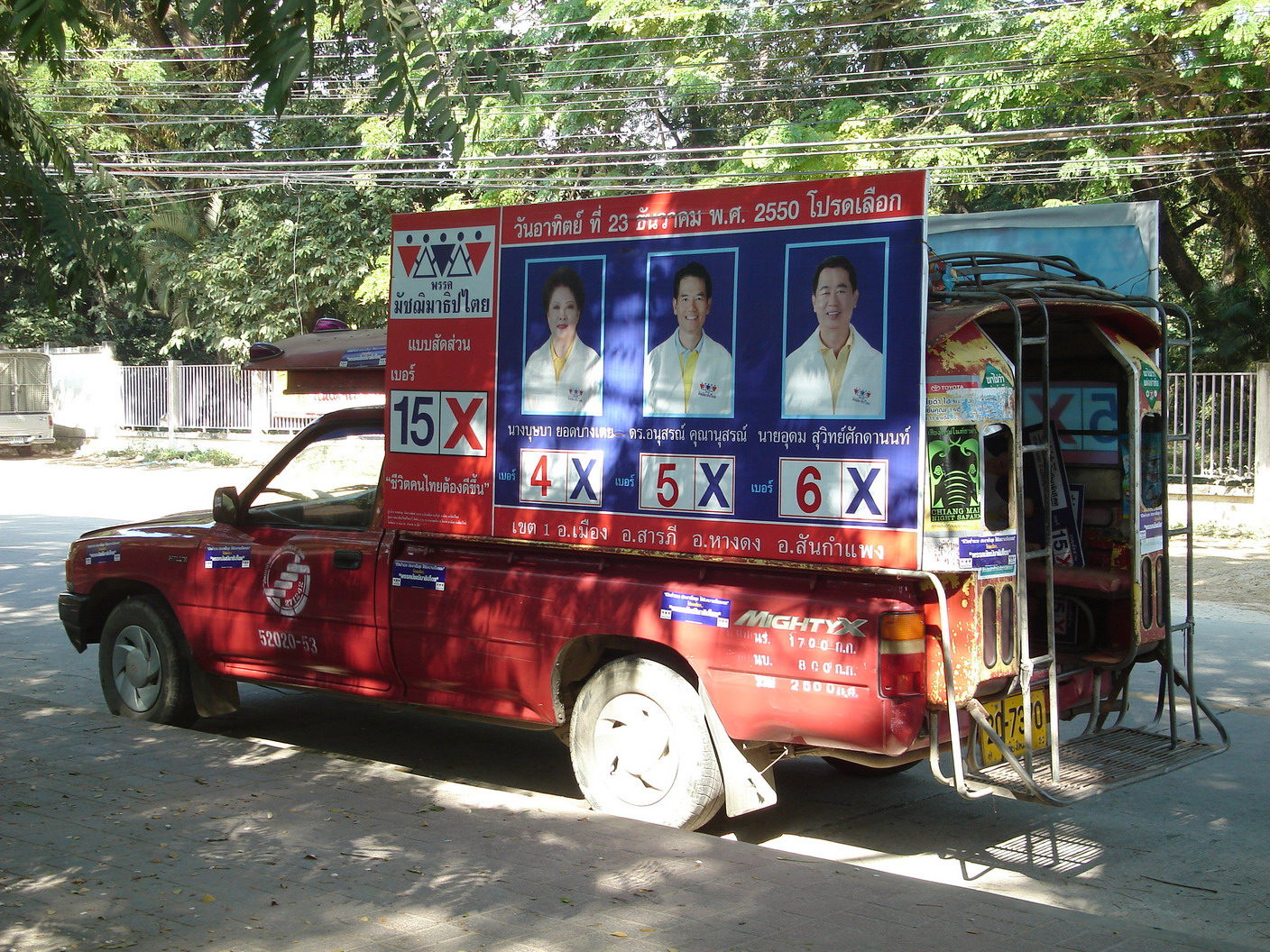
Vehículos de campaña para candidatos que utilizan el sistema de zonificación Partido de Medio Oriente

El Partido Democrático Neutral (Phak Matchima Thippathai) fue un partido político de Tailandia formado en 2006, justo después del golpe de Estado que depuso a Thaksin Shinawatra. Lo fundó Somsak Thepsuthin, antiguo miembro de los gabinetes ministeriales de Thaksin.
Su último líder fue Prachai Liewpairat, y tras un proceso de negociaciones que fracasaron a última hora para concurrir de manera conjunta a las elecciones generales de 2007 con la formación Por la Tierra Natal, se presentaron a las mismas como opción política centrista, obteniendo más de 4.300.000 votos y siete escaños en la Cámara de Representantes. Formó gobierno con el Partido del Poder del Pueblo.
El Tribunal Constitucional de Tailandia en sentencia del 2 de diciembre, disolvió el partido por fraude en las elecciones de 2007, junto al Partido del Poder del Pueblo y al Chart Thai, e inhabilitó al primer ministro en ese momento, Somchai Wongsawat, que había sustituido a Samak Sundaravej durante la crisis política del país. La mayoría de sus miembros se integraron en el Bhum Jai Thai.